# Легенда о Руби Сандей
«Леге́нда о Ру́би Са́ндей» (англ. The Legend of Ruby Sunday) — седьмой эпизод 14-го сезона британского научно-фантастического телесериала «Доктор Кто», первая часть двухсерийного финала сезона. Автором сценария стал шоураннер сериала Расселл Ти Дейвис, а режиссёром эпизода — Джейми Донохью. Премьера серии состоялась 15 июня 2024 года на стриминговых сервисах BBC iPlayer и Disney+, вечером того же дня она была показана на телеканале BBC One. 22 июня 2024 года, спустя неделю после его премьеры, эпизод выпустили в прокат в нескольких кинотеатрах вместе со второй частью финала, «Империей смерти».
По сюжету Пятнадцатый Доктор (Шути Гатва) и его спутница Руби Сандей (Милли Гибсон) приземляются в штаб-квартире ЮНИТ, чтобы выяснить личность таинственной женщины, которая появляется в каждом месте, которое они посещают на ТАРДИС. Также они намерены узнать, кем же на самом деле является родная мать Руби. Эпизод завершается возвращением Сутеха, давнего врага Повелителя времени, который в первый и последний до этого раз появился в сериале в 1975 году в серии «Пирамиды Марса». Съёмки проходили в июле 2023 года вместе со второй частью финала.

## Сюжет
Доктор приземляется в штаб-квартире ЮНИТ, встречая там главу организации Кейт Летбридж-Стюарт, Розу Ноубл и других сотрудников. Повелитель времени просит их выяснить личность таинственной женщины, которая встречается ему и его спутнице Руби в каждом месте, в которое они отправлялись на ТАРДИС. Быстро выясняется, что женщину зовут Сьюзан Триад и она является главой технологической компании «S Triad Technology». Доктор понимает, что «S Triad» является анаграммой слова ТАРДИС (англ. TARDIS) и подозревает вместе с ЮНИТ, что ему готовят ловушку. Также Повелитель времени подозревает, что Сьюзан Триад может оказаться его внучкой, Сьюзен Форман, которую его первое воплощение оставило в 2164 году. Руби остаётся с Розой Ноубл, чтобы с помощью технологий ЮНИТ изучить видеокассету с записью того, как родная мать спутницы Доктора, личность которой последняя намеревается выяснить, оставляет её маленькой возле церкви на Руби-роуд.
Руби и Роза возвращаются в дом Сандеев, где к ним присоединяется приёмная мать Руби, Карла. Они оставляют мать Карлы, Черри Сандей, со своей соседкой, миссис Флад, которая после их ухода начинает вести себя странно и предупреждает Черри о надвигающейся буре словами «он больше не ждёт». Руби и Роза возвращаются в штаб-квартиру ЮНИТ, где используют технологию Окна времени, чтобы воссоздать трёхмерную проекцию окрестностей церкви на Руби-Роуд в ту ночь, когда родную мать спутницы Доктора видели в последний раз. Пока они этим занимаются, их охраняет полковник Чидози. При воспроизведении нужной записи при помощи Окна времени все замечают таинственную фигуру в плаще с капюшоном, которая неожиданно указывает пальцем на Доктора. Повелитель времени спрашивает у Чидози, видит ли он что-то ещё, на что данная фигура, которую считают родной матерью его спутницы, может ещё указывать. Когда таинственная личность в плаще исчезает, вокруг полковника неожиданно формируется странный вихрь. После Окно времени перезагружается, оставив мёртвое тело Чидози.
Доктор в сопровождении Мэл Буш отправляется к Сьюзан Триад, которая на очередной презентации демонстрирует новейшую технологию связи. Повелитель времени понимает, что эта женщина не является его внучкой, но в то же время выясняет у неё, что ей постоянно снились непонятные сны, в которых она представала в виде тех самых личностей, которых встречали Доктор и Руби. Тем временем в ЮНИТ изучают тот самый вихрь, который убил полковника Чидози, и приходят к заключению, что это явление полностью охватило ТАРДИС. Выясняется, что это живое существо, а одна из сотрудниц является предвестницей «Того, кто ждёт», который принимает конкретную форму — осирианец Сутех, бог смерти. В этот же момент разум Сьюзан Триад оказывается захвачен Сутехом, и она пытается убить Доктора. На экранах позади неё название «S Triad Technology» сначала меняется на «Sutech», а потом на «Sutekh» (с англ. — «Сутех»).

## Производство

### Разработка

Египетский бог Сет, на основе которого создан персонаж Сутех.

В качестве сценариста «Легенды о Руби Сандей» выступил сам шоураннер сезона Расселл Ти Дейвис. Он признался, что первые мысли по поводу сюжета пришли ему 40—50 лет назад. Дейвис предложил список из некоторых серий, с которыми зрителю желательно было ознакомиться перед просмотром «Легенды о Руби Сандей». Эпизод также вобрал в себя множество сюжетных линий и арок, которые прослеживались на протяжении всего сезона. Часть из них продолжают развивать мифологию Вечного дитя, которую ввёл шоураннер предыдущих сезонов Крис Чибнелл. Первоначально предполагалось начать эпизод со сцены, события которой происходят в американской кофейне 1947 года. Рабочее название серии было «Хризалида» (англ. Chrysalis).
Сюжет «Легенды о Руби Сандей» вновь возвращает на экраны Сутеха, который появлялся на телевидении лишь однажды, в серии 1975 года «Пирамиды Марса», где с ним встретился Четвёртый Доктор в исполнении Тома Бейкера. Персонаж был основан на образе египетского бога Сета, что давало Дейвису шанс показать на экране и других божественных персонажей. Кроме того, он оказался «Тем, кто ждёт», о котором Доктору впервые рассказал Игрушечник в специальном выпуске «Смешок», и лидером Пантеона раздора, другие участники которого появлялись в эпизодах «Смешок» и «Дьявольский аккорд». «Легенда о Руби Сандей» стала первой частью финала сезона, его сюжет продолжился в эпизоде «Империя смерти», вышедшей через неделю. Кроме того, для всей завершающей истории был выпущен новый эпизод «Историй из ТАРДИС», в рамках которого вновь были показана серия «Пирамиды Марса» с обновлёнными спецэффектами.

### Съёмки
Режиссёром «Легенды о Руби Сандей» стал Джейми Донохью, который сравнил двухсерийный финал сезона с полнометражным фильмом. Финал сезона стал пятым съёмочным блоком. В сцене приземления ТАРДИС в штаб-квартире ЮНИТ использовался теннисный мяч, за которым следили актёры, игравшие сотрудников организации, сама же влетающая в помещение машина времени была нарисована при помощи графики на этапе постпродакшна.
Для более реалистичного изображения трёхмерной проекции, созданной при помощи технологии Окна времени, было решено не использовать «зелёные экраны», а вместо этого вернуться в деревню Нэш (пригород Ньюпорта), где расположена церковь Святой Марии, ставшая прототипом церкви на Руби-роуд. Там съёмочная команда использовала лидар и фотограмметрическое сканирование, чтобы создать трёхмерную модель церкви и её окрестностей. После применения спецэффектов в Unreal Engine изображение проецировалось на стену с позиционным трекингом.
Компания Millennium FX разработала для актрисы Сьюзан Твист маску с целью подчеркнуть структуру черепа, но чтобы не походило слишком на зомби. Чтобы сохранить имена антагонистов в секрете, на площадке постоянно использовались кодовые имена. Часть съёмок прошла в июне 2023 года в расположенном в Кардиффе офисном строении One Central Square.

### Актёрский состав
Многие актёры вернулись в данном эпизоде к своим персонажам, которые появлялись в других сериях сезона или в спецвыпусках 2023 года. Джемма Редгрейв вновь исполнила роль Кейт Летбридж-Стюарт, а Бонни Лэнгфорд — Мэл Буш, бывшей спутницы Шестого и Седьмого Докторов. Лэнгфорд ранее появилась в спецвыпуске «Смешок» после перерыва в 37 лет. Актриса описывала своё возвращение в эпизоде как «адский кэмп». Кроме того в роли Розы Ноубл, дочери Донны, в серии вернулась Ясмин Финни, впервые появившаяся в спецвыпуске «Звёздный зверь».
Сьюзан Твист сыграла Сьюзан Триад, главу и основательницу вымышленной технологической компании S Triad Technology. Впервые актриса была замечена в спецвыпуске «Дикая синяя даль», после чего появилась в рождественском эпизоде «Церковь на Руби-роуд» и каждом эпизоде четырнадцатого сезона в качестве на первый взгляд несвязанных друг с другом эпизодических персонажей. Все они получили своё объяснение в «Легенде о Руби Сандей», когда название S Triad Technology оказалось сначала частичной анаграммой к слову ТАРДИС, а затем трансформировалось в имя бога Сутеха. Название компании появилось впервые в эпизоде «Смешок» в одном из диалогов, а в «Церкви на Руби-роуд» был показан автобус с рекламой компании. Первоначально для Твист у Дейвиса были заготовлены три дополнительные роли, все персонажи для которых должны были появиться в начале эпизода. Среди них были няня из Пенсильвании 1946 года, толкающая коляску с ребёнком, синекожая инопланетянка, работающая в космической закусочной и обслуживающая Доктора и Руби во время очередного приключения, «человек-астронавт, направляющийся к колонии гигантских муравьёв». В сцене, события которой происходили в Пенсильвании 1946 года, также должны были появиться изобретатель Альберт Эйнштейн и активист Поль Робсон.
Николас Бриггс озвучил робота Влинкса. Также вновь появились актёры Александр Девриент, Мишель Гринидж, Анита Добсон, Анжела Уинтер и Эйдан Кук. Ленни Раш сыграл Морриса Гиббонса. Раша первоначально пригласили для того, чтобы он озвучил говорящего младенца по имени Эрик в эпизоде «Космические малыши». Однако создатели сериала были настолько впечатлены его прослушиванием, что решили дать ему более заметную роль, которую он в итоге и исполнил. 91-летний актёр Гэбриел Вулф озвучил бога смерти Сутеха, которого он сыграл ранее в серии «Пирамиды Марса» (1975). Оставшаяся часть гостевого актёрского состава включала Дженезис Линея, Фелу Луфадежу, Тачию Ньюолла и Жасмин Байес.

## Релиз и критика
| Агрегированные оценки            | Агрегированные оценки |
| Источник                         | Рейтинг               |
| -------------------------------- | --------------------- |
| Rotten Tomatoes (Tomatometer)    | 89 %                  |
| Rotten Tomatoes (средняя оценка) | 7,2/10                |
| Оценки критиков                  |                       |
| Источник                         | Рейтинг               |
| Comic Book Resources             | 5/10                  |
| Empire                           | [ 37 ]                |
| Evening Standard                 | [ 38 ]                |
| i                                | [ 39 ]                |
| IGN                              | 7/10                  |
| The Independent                  | [ 41 ]                |
| The Telegraph                    | [ 42 ]                |
| Total Film                       | [ 43 ]                |
| Vulture                          | [ 44 ]                |

### Релиз
Премьера «Легенды о Руби Сандей» в Великобритании состоялась 15 июня 2024 года на стриминговом сервисе BBC iPlayer, а вечером того же дня серия была показана на канале BBC One. Одновременно с британской премьерой эпизод стал доступным в других странах на Disney+, поскольку компания Disney отвечала за международный релиз сериала.
Через неделю, вместе со второй частью финала, серия была показана в отдельных кинотеатрах Великобритании.

### Рейтинги
За вечер эпизод посмотрело 2,02 зрителей, что стало самым низким показателем для эпизодов четырнадцатого сезона. Полный рейтинг за неделю составил 3,495 млн зрителей (включая просмотры на iPlayer). Среди всех выпусков недели на британском телевидении эпизод занял 19-е место (9-е место среди уникальных программ недели, 8-е место среди выпусков недели на BBC One, 5-е место среди уникальных программ на BBC One), а среди выпусков дня (субботы) на британском телевидении занял 4-е место (3-е место среди уникальных программ и выпусков на BBC One) после Чемпионата Европы по футболу 2024 и Церемонии выноса знамени.

### Критика
На агрегаторе рецензий Rotten Tomatoes у «Легенды о Руби Сандей» из 19 отзывов критиков 89 % были положительными. Средний балл составил 7,2 из 10. Консенсус критиков на сайте гласит: «Меняя контекст предыдущих приключений неожиданным возвращением из далёкого прошлого, „Легенда о Руби Сандей“ повышает ставки и подготавливает сезон к взрывному финалу».
Роберт Андерсон из IGN положительно оценил эпизод, особо отметив актёрскую игру Бонни Лэнгфорд в роли Мэл Буш, а также атмосферу серии, его презентацию и некоторые сцены. В то же время он раскритиковал слабое повествование и отсутствие взаимодействия между Доктором и Руби. Ребекка Кук, пишущая для Digital Spy, отметила, что фантастическая часть хорошо проработана и тот факт, что Сутех в итоге захватил ТАРДИС, позволил этому злодею выглядеть более угрожающим. Дэвид Опи в своём отзыве для GamesRadar+ высоко оценил сцену в Окне времени, а также совместные сцены Лэнгфорд и Гатвы. В то же время он посчитал, что Руби недостаточно уделили внимание в данной серии.
Мартин Белам из The Guardian, хоть и похвалил то, что эпизод показал сильные стороны Гатвы как Доктора, но в то же время высказал мнение, что истории не хватает остужающих моментов, поскольку сюжет постоянно наращивал напряжение по пути к кульминации. Стефан Мохамед, пишущий для Den of Geek, оставил смешанный отзыв. По его мнению, с одной стороны, сюжет будет сбивать с толку тех, кто плохо знаком с сериалом и не заинтересован в персонажах, а с другой — из-за сильной игры актёров и ключевых моментов сюжета история «кое-как работает».